# Maianthemum
Maianthemum es un género de unas 30 especies de plantas con flores pertenecientes a la familia Ruscaceae, nativo de Norteamérica, Centroamérica, norte de Europa, norte y este de Asia, y los Himalaya. 
Son plantas herbáceas rizomatosas. Las flores tienen seis tépalos que se reducen a cuatro en M. canadense, M. bifolium y M. dilatatum.

## Taxonomía
El género fue descrito por Friedrich Heinrich Wiggers  y publicado en Primitiae Florae Holsaticae 14. 1780[1780].

## Especies
- Maianthemum atropurpureum
- Maianthemum bifolium
- Maianthemum canadense
- Maianthemum dahuricum
- Maianthemum dilatatum
- Maianthemum forrestii
- Maianthemum formosanum
- Maianthemum fusciduliflorum
- Maianthemum fuscum
- Maianthemum gongshanense
- Maianthemum henryi
- Maianthemum japonicum
- Maianthemum lichiangense
- Maianthemum nanchuanense
- Maianthemum oleraceum
- Maianthemum purpureum
- Maianthemum racemosum
- Maianthemum stellatum
- Maianthemum stenolobum
- Maianthemum szechuanicum
- Maianthemum tatsienense
- Maianthemum trifolium
- Maianthemum tubiferum